# Лейдерман Наум Лазарович
Наум Лазарович Лейдерман (23 січня 1939 року, Бершадь, Вінницька область, УРСР, СРСР — 6 вересня 2010 року, Єкатеринбург, Свердловська область, Росія) — радянський і російський літературознавець, педагог, фахівець з російської літератури XX століття. Доктор філологічних наук, Почесний професор УрДПУ, заслужений діяч науки РФ. Директор Інституту філологічних досліджень і освітніх стратегій «Словесник» УрО РАО. Ініціатор створення і перший редактор журналу «Філологічний клас», що виходить дотепер.

## Життєпис
Народився 23 січня 1939 року у Бершаді Вінницької області, в сім'ї службовців. З початком війни сім'ю евакуювали на Урал — у місто Карабаш Челябінської області. Після війни сім'я повернулася в Україну. В Одесі Н. Л. Лейдерман закінчує школу і в 1961 році — філологічний факультет Одеського університету ім. І. І. Мечникова (дипломна робота «Людина і війна», за творами Григорія Бакланова і Юрія Бондарева).
У 1962 році переїхав до Свердловська, викладав курс естетичного виховання в технічному училищі, працював за сумісництвом літературним співробітником журналу «Урал».
З 1964 року — у Свердловському педагогічному інституті, де був асистентом кафедри російської і зарубіжної літератури, старшим викладачем, доцентом, професором, завідувачем кафедри радянської літератури (з 1985 року), завідувачем кафедри сучасної російської літератури. Підготував кандидатську дисертацію з філології і з російської літератури другої половини XX століття. Кандидатську дисертацію «Сучасна художня проза про Велику Вітчизняну війну. Тенденції розвитку» захистив у 1968 році в Московському державному педагогічному інституті ім. Леніна. Докторська дисертація була присвячена аналізу жанрових процесів у російській художній прозі 1960-1980-x років. Захищена в 1984 році в МДУ ім. Ломоносова.
Викладав і проводив дослідження у зарубіжних вузах, зокрема в Північно-Західному університеті (Еванстон, США).
Директор Інституту філологічних досліджень і освітніх стратегій «Словесник» Уральського відділення Академії освіти РФ.
Член Спілки російських письменників.
У 2000 році Н. Л. Лейдерману присвоєно почесне звання «Заслужений діяч науки Російської Федерації» — за заслуги в науковій діяльності.
Помер 6 вересня 2010 року у місті Єкатеринбурзі Свердловської області, поховання відбулося 9 вересня на Північному кладовищі Єкатеринбурга.

## Сімейний стан
Дружина
- Ліля Йосипівна Вассерман.

Сини:
- Марк Липовецький (взяв прізвище діда) — доктор філологічних наук, професор Університету штату Колорадо, США (онук Данило);
- Ілля Лейдерман — доктор медичних наук, професор Уральської медичної академії (онуки Ксенія і Кирило).

## Наукова праця
Перші критичні публікації з'явилися у свердловських газетах, а незабаром і в журналі «Урал» (1962). Пізніше в багажі літературознавця з'являються десятки статей і рецензій, опублікованих в «Уралі», «Москві», «Сибірських вогнях», «Півночі», «Літературному навчанні», «Літературному огляді» та інших виданнях, вийшли його книги про військову прозу та російську радянську прозу 1960-1970-х років.
Перша книга «Рух часу і закони жанру (Жанрові закономірності розвитку радянської прози в 60-70-ті роки)» видана у Свердловську у 1982 році.
Першим досліджував феномен російського драматурга М. Коляди.
У 1985 році в Москві в видавництві «Просвещение» 150-тисячним накладом надрукована книга «Система роботи з вивчення радянської літератури в VIII—X класах», написана групою вчителів-методистів міста Свердловська (М. А. Богуславською, А. М. Сапір, К. Д. Кузнєцовою) на чолі з Н. Л. Лейдерманом.
У співавторстві з М. Н Липовецьким видав підручник з російської літератури XX століття, в якому російська література XX століття вперше розглядається як цілісне явище, без ідеологічних поділів.
Підсумковою роботою Н. Л. Лейдермана була «Теорія жанру», що вийшла у 2010 році.
Н. Лейдерман користувався приголомшливим авторитетом у колег, які знали його особисто та працювали з ним. Для філологічного середовища Єкатеринбурга був центральною фігурою, яка не так зосереджувала всі процеси на себе, скільки створювала продуктивний грунт для подальших досліджень.

## Праці

### Монографії
- Рух часу і закони жанру: Жанрові закономірності розвитку радянської прози в 60-70-і роки. — Свердловськ: Середньо-Уральське книжкове видавництво, 1982. — 255 с.
- Та жменя землі: Літ.-крит. ст. — Свердловськ: Середньо-Уральське книжкове видавництво, 1988. — 240 с. — ISBN 5-7529-0036-0.
- Російська літературна класика XX століття: Моногр. нариси. — Єкатеринбург: Урал. держ. пед. ун-т, 1996. — 308 с. — ISBN 5-7186-0083-X.
- Драматургія Миколи Коляди: Критичний нарис. — Каменськ-Уральський: Калан, 1997. — 160 с. — ISBN 5-88507-050-4.
- Постреалізм: теоретичний нарис / Урал. від-ня Рос. акад. освіти, Урал. держ. пед. ін-т, Ін-т філол. дослід. і освіт. стратегій «Словесник». — Єкатеринбург, 2005. — 249 с. — (Літературознавство XXI століття: методологія і теорія). — ISBN 5-7186-0170-4.
- З віком нарівні. Російська літературна класика в радянську епоху: монографічні нариси. — СПб.: Златоуст, 2005. — 366 с. — ISBN 5-86547-379-4.
- Теорія жанру. — Єкатеринбург, 2010.

### Статті
- «… В заметільне, льодове століття» [Архівовано 3 травня 2020 у Wayback Machine.] // Урал. 1992, № 3 — одна з перших російських статей про творчість В. Т. Шаламова
- Про вивчення теорії літератури у старших класах // «Література в школі». — 2000. — № 5. — С. 104—111. — ISSN 0130-3414.
- Парадокси «Російського лісу» // «Питання літератури». — 2000. — № 6. — С. 29-58. — ISSN 0042-8795.
- Поема О. Твардовського «За даллю-даль»: подолання соцреалістичного канону // «Філологічні науки». — 2001. — № 2. — С. 13-23. — ISSN 0130-9730.
- «Що минає натура», або найпізніший Катаєв // «Жовтень». — 2001. — № 5. — С. 158—165. — ISSN 0132-0637.
- За принципом антисхеми: про роман О. Солженіцина «У колі першому» // «Зірка». — 2001. — № 8. — С. 191—205. — ISSN 0321-1878.

### Вузівські підручники
- Лейдерман Н. Л. Сучасна художня проза про Велику Вітчизняну війну (Історико-літературний процес і розвиток жанрів. 1955—1970): Посібник зі спецкурсу. У 2 ч., Свердл. держ. пед. ін-т . — Свердловськ, 1973—1974: Ч. 1. — Свердловськ, 1973. — 144 с .; Ч. 2. — Свердловськ, 1974.
- Лейдерман Н. Л. Неявний діалог: «Російський ліс» Л. Леонова і «Доктор Живаго» Б. Пастернака / Наук. ред. М. Н. Липовецький; М-во загальної та професійної освіти РФ; Урал. держ. пед. ун-т: Наук.-дослід. центр «Словесник». — Єкатеринбург: Вид-во УрДПУ, 1999. — 70 с. — (Філологічний лекторій).
- Лейдерман Н. Л., Липовецький М. Н. Сучасна російська література. 1950-1990-ті роки. У 2 тт. — М.: Академія, 2003.
- Лейдерман Н. Л., Скрипова О. А. Стиль літературного твору. Теорія. Практикум: навч. посібник для студентів фак. рос. мови та літ. / М-во освіти РФ, Урал. держ. пед. ун-т, Ін-т філол. дослід. і освіт. стратегій Урал. від-ня Рос. Акад. освіти «Словесник». — Єкатеринбург: АМБ, 2004. — 184 с.
- Лейдерман Н. Л., Липовецький М. Н. Російська література XX століття. 1950-1990-ті роки. У 2 тт. — М.: Академія, 2008.

### Вчительські методичні посібники
- Лейдерман Н. Л., Сапір А. М. Горький у школі: нове прочитання: метод. посібник для вчителя. — М.: ВАКО, 2005. — 304 с. — (Майстерня вчителя). — ISBN 5-94665-192-7.
- Лейдерман Н. Л. Уроки для душі. Про викладання літератури в школі: статті / Урал. від-ня Рос. акад. освіти, Тюменський держ. ун-т. — Тюмень: Вид-во Тюм. держ. ун-ту, 2006. — 326 с. — ISBN 5-88081-471-8.

### Збірки праць
- Література Уралу: нариси і портрети. Книга для учителя / В. В. Абашев, Е. А. Баженова, В. В. Блажес і ін.; Департамент освіти Уряду Свердл. обл.; Ін-т розвитку регіон. освіти; Наук. ред. Н. Л. Лейдерман. — Єкатеринбург: Вид-во Урал. ун-ту; Вид-во Будинку вчителя, 1998. — 692 с. — ISBN 5-7525-0575-5.
- Російська література XX століття: закономірності історичного розвитку. Кн. 1. Нові художні стратегії / Л. Н. Анпілова, Н. В. Барковський, І. Е. Васильєв і ін.; РАН, УрО, Рос. акад. освіти, УрО; відп. ред. Н. Л. Лейдерман. — Єкатеринбург, 2005. — 466 с. — ISBN 5-7691-1562-9.

### Регіональний журнал
- Філологічний клас: регіональний методичний журнал вчителів-словесників Уралу. Вип. 11 / [гол. ред. Н. Л. Лейдерман]. — [Єкатеринбург]: [Ін-т філол. дослід. і освіт. стретегій «Словесник»]; [Навчальна книга], 2004. — 112 с. — ISBN 5-94482-024-1.
- Філологічний клас: Регіон. метод. журн. вчителів-словесників Уралу. Вип. 12 / [гол. ред. Н. Л. Лейдерман]. — [Єкатеринбург]: [Ін-т філол. дослід. і освіт. стратегій «Словесник»]; [Навчальна книга], 2004. — 120 с. — ISBN 5-94482-018-7.
- Філологічний клас: Регіон. метод. журн. вчителів-словесників Уралу. Вип. 14 / [гол. ред. Н. Л. Лейдерман]. — [Єкатеринбург]: [Ін-т філол. дослід. і освіт. стратегій «Словесник»], 2005. — 105 с. — ISBN 5-7186-0032-5.